# Pacília (gens)
A gens Pacilia foi uma obscura família plebeia na Roma antiga. Poucos membros desta gens são mencionados pelos historiadores antigos, dos quais o mais famoso pode ser um certo Marcus Pacilius, mencionado por Cícero em sua segunda oratória contra Verres. No entanto, muitos Pacilii são conhecidos a partir de inscrições.

## Origem
O nomen Pacilius pertence a uma classe de gentilícias formadas a partir de outros nomes, usando o sufixo -ilius. Neste caso, o nomen é derivado do cognomen Pacilus, um nome de origem osca, que talvez seja derivado do osco Paccius, que era usado tanto como praenomen quanto gentilício. Portanto, seria um cognato de Paccius, e talvez também de Pacidius.

## Praenomina
Os principais praenomina dos Pacilii eram Públio, Lúcio, Marcos, Cneu, Quinto e Caio. Existem exemplos individuais de outros nomes, incluindo Áulo, Sexto e Espúrio. Todos, exceto o último, eram comuns ao longo da história romana; Espúrio era usado principalmente durante a República. Um dos Pacilii também tinha o praenomen feminino Posilla, que significa "pequena".

## Membros
- Marcus Pacilius, que Cícero descreve como um pobre necessitado, foi induzido por Verres a acusar Sthenius, um cidadão de Thermae, de irregularidades, para que Verres pudesse punir Sthenius e o povo de Thermae por resistirem ao seu saque das esculturas e ornamentos da cidade. No entanto, quando chegou a hora de apresentar sua acusação, Pacilius não apareceu.[4]
- Pacilius, o proprietário de uma casa, a Paciliana domus, que o irmão de Cícero, Quintus, desejava comprar.[5]
- Pacilia A. f., mencionada em uma inscrição de Praeneste.[6]
- Pacilia Cn. f., filha de Gnaeus Pacilius Veteranus e Apolauste, enterrada em Roma, com dois meses e dois dias.[7]
- Pacilia Cn. f., enterrada em Brundisium na Calábria.[8]
- Pacilia L. l., uma liberta mencionada em uma inscrição de Roma.[9]
- Pacilia P. l., uma liberta mencionada em uma inscrição de Brundisium.[10]
- Lúcio Pacilius, mencionado em uma inscrição de Nomentum.[11]
- Lúcio Pacilius S. f., mencionado em uma inscrição de Filipos.[12]
- Quinto Pacilius, mencionado em uma inscrição de Cirta na Númidia.[13]
- Gneu Pacilius Abinnaeus, enterrado em Óstia.[14]
- Públio Pacilius, um proprietário de terras em Castrimoenium.[15]
- Sexto Pacilius Sex. f., mencionado em uma inscrição de Filipos.[16]
- Gaio Pacilius Agathonicus, dedicou um monumento em Roma a seu querido amigo, Mustia Isias, com trinta e dois anos, um mês e dez dias.[17]
- Públio Pacilius Agathopus, enterrado em Brundisium, com cinquenta e cinco anos.[8]
- Públio Pacilius Ↄ. l. Agilis, um liberto enterrado em Canusium na Apúlia.[18]
- Públio Pacilius P. f. Alcaeus, filho de Públio Pacilius Leo, foi um soldado enterrado em Perusia, com vinte e dois anos, tendo servido dois anos na décima coorte urbana em Roma.[19]
- Públio Pacilius Alexis, filho de Pacilia Prisca e Marcus Antonius Phronimus, enterrado em Roma, com oito anos e dois meses.[20]
- Pacilia Ↄ. l. Antiochis, uma liberta enterrada em Canusium.[18]
- Pacilia Ↄ. l. Arescusa, uma liberta, enterrada em Brundisium.[21]
- Pacilius Attius, mencionado em uma inscrição de Savaria na Pannonia Superior.[22]
- Pacilius Bassus, mencionado em uma inscrição de Savaria.[22]
- Gaio Pacilius C. f. Callistus, filho de Gaio Pacilius Felix, mencionado em uma inscrição de Volsinii.[23]
- Pacilia Capria, uma liberta que dedicou um monumento em Saepinum na Samnium a Pacilius Severus e Pacilius Vitalis.[24]
- Públio Pacilius Chrysomallus, mencionado em uma inscrição de Canusium, datada de 223 d.C.[25]
- Marcos Pacilius M. f. Collinus, filho de Marcos Pacilius Marcellus, e irmão de Pacilia Marcella, segundo uma inscrição de Tricesimum na província de Vêneto e Histria.[26]
- Gneu Pacilius Dapnicus, enterrado em Óstia.[27]
- Lúcio Pacilius Rufionis l. Epaphra, liberto de Lúcio Pacilius Rufio, e pai do jovem Lúcio Pacilius Epaphra.[28]
- Lúcio Pacilius Rufionis l. L. f. Epaphra, liberto de Lúcio Pacilius Rufio, e filho do velho Lúcio Pacilius Epaphra, enterrado em Brundisium, com dezenove anos e oito meses.[28]
- Lúcio Pacilius Eros, enterrado em Roma.[29]
- Pacilia Estricata, enterrada em Sicca Veneria na África Proconsularis, com noventa e um anos.[30]
- Pacilia Euphrosyne, esposa de Gaio Valerius Onesimus, e mãe de Valeria Valentina, que ergueu um monumento a ela em Roma.[31]
- Pacilia Euphrosyne, enterrada em Cartago na África Proconsularis,[32]
- Pacilius Eutactis, enterrado em Roma.[33]
- Públio Pacilius P. l. Expectatus, um liberto enterrado em Canusium.[18]
- Pacilia Rufionis l. Fausta, uma liberta, provavelmente de Lúcio Pacilius Rufio, enterrada em Brundisium.[28]
- Gaio Pacilius Felix, pai de Gaio Pacilius Callistus, mencionado em uma inscrição de Volsinii.[23]
- Lúcio Pacilius Felix, mencionado em uma inscrição de Roma.[34]
- Quinto Pacilius Felix, dedicou um monumento em Lambaesis na Númidia a seu irmão, Quinto Pacilius Musianus.[35]
- Marcos Pacilius M. f. Fortunatus, mencionado em uma inscrição de Roma.[36]
- Pacilia Hellas, enterrada em Roma.[37]
- Pacilia Helpis, enterrada em Brundisium, com cinquenta e dois anos.[38]
- Gneu Pacilius Cn. l. Hilarus, um liberto enterrado em Roma.[37]
- Marcos Pacilius Hilarus, mencionado em uma inscrição de Roma.[39]
- Lúcio Pacilius Labeo, mencionado em uma inscrição de Allifae.[40]
- Pacilia Ↄ. l. Lais, enterrada em Roma.[41]
- Públio Pacilius Leo, dedicou um monumento em Perusia a seu filho, Públio Pacilius Alcaeus.[19]
- Pacilia M. f. Marcella, filha de Marcos Pacilius Marcellus, e irmã de Marcos Pacilius Collinus, segundo uma inscrição de Tricesimum.[26]
- Marcos Pacilius Marcellus, pai de Marcos Pacilius Collinus e Pacilia Marcella, segundo uma inscrição de Tricesimum.[26]
- Gneu Pacilius Marna, um dos Seviri Augustales, mencionado em uma inscrição de Arcella, uma vila ao norte de Patavium.[42]
- Quinto Pacilius Musianus, irmão de Quinto Pacilius Felix, enterrado em Lambaesis, com setenta anos.[35]
- Quinto Pacilius Mustianus, pai de Quinto Pacilius Vitalis, enterrado em Lambaesis, com cinquenta e três anos.[43]
- Marcos Pacilius M. l. Nicephorus, um liberto enterrado em Roma.[44]
- Gaio Pacilius C. l. Onesimus, um liberto mencionado em uma inscrição de Sebastopolis em Ponto.[45]
- Lúcio Pacilius Prepons, mencionado em uma inscrição de Roma.[46]
- Pacilia Primitiva, mencionada em uma inscrição de Arcella.[42]
- Gaio Pacilius Priscus, mencionado em uma inscrição encontrada em Geiselprechting, anteriormente na Raetia, datada de 64 d.C.[47]
- Públio Pacilius Pudens, mencionado em uma inscrição do atual local de Bagnolo in Piano, anteriormente parte da Gália Cisalpina.[48]
- Marcos Pacilius M. Ↄ. l. Quinquatralis, um liberto mencionado em uma inscrição funerária de Roma.[49]
- Lúcio Pacilius Rufio, antigo mestre de Lúcio Pacilius Epaphra, pai e filho, e de Pacilia Fausta.[28]
- Marcos Pacilius Rufus, um centurião na quarta legião, estacionado em Gorsium na Pannonia Inferior.[50]
- Lúcio Pacilius L. l. Septimus, um liberto, e marido de Posilla Pacilia Vardaea, mencionado em uma inscrição de Roma.[51]
- Pacilia T. l. Severa, uma liberta, foi esposa de Quinto Tício, um veterano da oitava legião, e mãe de Quinto Tício Severus, enterrado em Aquileia na Vêneto e Histria.[52]
- Pacilius Severus, enterrado em Saepinum; Pacilia Capria dedicou um monumento a ele.[24]
- Pacilius Silvanus, marido de Sossia Crescentina, mencionado em uma inscrição de Roma.[53]
- Públio Pacilius P. l. Silvanus, um liberto enterrado em Brundisium, com sessenta anos.[54]
- Pacilia Sospita, enterrada em Roma.[55]
- Pacilia Ↄ. l. Stephania, uma liberta enterrada em Roma, com vinte anos.[56]
- Públio Pacilius P. l. Suavis, um liberto mencionado em uma inscrição de Tibúrcio.[57]
- Lúcio Pacilius Touro, um sacerdote da Magna Mater, enterrado em Brundisium, com sessenta e cinco anos.[58]
- Pacilia Cn. Techne, filha de Gnaeus Pacilius Veteranus e Apolauste, enterrada em Thermae, com dois anos, dois meses e vinte e sete dias.[59]
- Pacilius Tychianus, um centurião na segunda legião, estacionado em Alexandria circa 222 d.C.[60]
- Pacilius Vitalis, enterrado em Saepinum, com um monumento dedicado por Pacilia Capria.[24]
- Lúcio Pacilius Vitalis, junto com sua mãe, Asia Jucunda, dedicou um monumento a seu pai em Roma.[61]
- Posilla Pacilia C. l. Vardaea, uma liberta, e esposa de Lúcio Pacilius Septimus, mencionada em uma inscrição de Roma.[51]
- Gneu Pacilius Veteranus, marido de Apolauste, e pai de Pacilia e Pacilia Techne, mencionado em inscrições funerárias de Roma e Thermae.[7][59]
- Quinto Pacilius Q. f. Vitalis, dedicou um monumento em Lambaesis a seu pai, Quinto Pacilius Mustianus.[43]
- Públio Pacilius P. f. Zenon Laetus, um importante magistrado em Nomentum.[62]